# Малафіїк Іван Васильович
Малафіїк Іван Васильович (рос. Малафеик Иван Васильевич), народився *10 жовтня 1940, с. Невір Любешівського району Волинської області — професор, доктор педагогічних наук, завідувач кафедри загальної і соціальної педагогіки та акмеології Рівненського державного гуманітарного університету, відмінник освіти, член-кореспондент Міжнародної академії педагогічних і соціальних наук (м. Москва), академік Української Академії Акмеологічних Наук, голова вченої спеціалізованої ради із захисту кандидатських дисертацій (РДГУ, м. Рівне). Помер 1 квітня 2024 р.

## Біографія
Іван Васильович Малафіїк народився 10 жовтня 1940 року в с. Невір Любешівського району Волинської області в селянській родині: батько Василь Євтухович — тракторист-механізатор, мама Парасковія Іванівна — ланкова з вирощування і збору льону в місцевому колгоспі.
В 1957 р. Іван Малафіїк закінчив Великоглушанську середню школу й розпочав трудову біографію вчителем фізичного виховання та ручної праці Невірської восьмирічної школи.
В 1959 р. молодий педагог став студентом фізико-математичного факультету Луцького педагогічного державного інституту. Після закінчення інституту в 1964 році був призваний до лав Радянської армії: служив у Центрі управління космічними польотами командиром відділення телевізійного зв'язку (Крим). Після повернення з армії Іван Малафіїк продовжував розпочату педагогічну діяльність на посаді вчителя фізики Любешівської середньої школи Волинської області.
В 1968—1978 рр. працював заступником директора школи, а з 1978 р. — призначений директором цієї школи, колектив якої нараховував понад тисячу учнів та 107 учителів. Здійснюючи керівництво навчально-виховною роботою школи, Іван Васильович проявив інтерес до проблеми методики викладання фізики в середній школі — почав працювати над матеріалами кандидатської дисертації.
В 1985 р. під керівництвом к.пед.н., доц. Самсонової Ганни Василівни в Українському НДІП (м. Київ) директор Любешівської середньої школи — І. В. Малафіїк — захистив кандидатську дисертацію на тему «Підвищення ефективності шкільного експерименту з механіки у восьмому класі (системний підхід)».
Зважаючи на великий стаж педагогічної роботи шкільного вчителя та науковий ступінь кандидата педагогічних наук, ректорат тодішнього Рівненського державного педагогічного інституту ім. Д. З. Мануїльського запросив І. В. Малафіїка на посаду старшого викладача кафедри педагогіки і психології. А через рік — у 1987 р. (і дотепер) — він очолив колектив цієї кафедри.
Впродовж 28-х років роботи на кафедрі професор І. В. Малафіїк веде лекційний та практичний курс «Педагогіка» на факультеті математики й інформатики. За цей час він розробив дві навчально-контролюючі комп'ютерні програми («Методи навчання та їх класифікація», «Принципи навчання») для студентів третіх курсів фізико-математичного факультету, які успішно використовує під час проведення практичних занять, а також в організації самостійної роботи студентів.
У 2007 р. І. В. Малафіїк захистив на спеціалізованій вченій раді Інституту педагогіки АПН України докторську дисертацію на тему «Теорія і методика формування системності знань у старшокласників» (науковий консультант академік АПН України С. У. Гончаренко).
У 2008—2009 рр. рішенням ВАК України І. В. Малафіїку присвоєно звання професора.
У 2009 р. президією ВАК України прийнято рішення про відкриття спеціалізованої вченої ради (К 47.053.01) із захисту кандидатських дисертацій зі спеціальності 13.00.01 — загальна педагогіка та історія педагогіки (на базі Рівненського державного гуманітарного університету). Головою цієї ради призначений доктор педагогічних наук, професор І. В. Малафіїк.
Іван Васильович довго й плідно співпрацює з педагогічними колективами шкіл області та м. Рівного: Рівненською гуманітарною гімназією, ЗОШ № 13, 15, 18; Володимирецьким міським колегіумом, Сарненською гімназією. Так, у 1995 р. в Рівненській гуманітарній гімназії була створена й успішно працює творча група викладачів гімназії з проблемної теми «Системно-розвивальне навчання».
У 2008—2009 рр. на кафедрі загальної педагогіки РДГУ з ініціативи проф. І. В. Малафіїка було створено лабораторію на громадських засадах «Сучасний урок».
У 1995—1998 рр. Іван Васильович видав два експериментальні навчальні посібники «Фізика–9», за якими до сьогодні працює багато вчителів міста й області.
Професор І. В. Малафіїк на високому рівні забезпечує викладання навчальної дисципліни «Педагогіка вищої школи» для магістрів усіх факультетів університету, розробив власну систему самостійної роботи магістрантів, яку успішно застосовує останні п'ять років.
У 2008—2009 рр. І. В. Малафіїк став учасником тренінгу «Основи освітніх вимірювань і оцінювання якості освіти» у м. Києві, який проводили професори з США, та отримав сертифікат, що дає змогу йому викладати цей навчальний курс на окремих факультетах університету.
Іван Васильович — автор однієї монографії, восьми навчально-методичних посібників для вчителів та студентів педагогічних спеціальностей, понад ста сорока наукових публікацій. Професор І. В. Малафіїк був опонентом на захисті однієї докторської та шести кандидатських дисертацій із педагогічних спеціальностей.
Іван Васильович — компетентний керівник структурного підрозділу університету — кафедри загальної і соціальної педагогіки та акмеології, де функціонує аспірантура та докторантура. Щорічно на кафедрі обговорюються та рекомендуються до захисту понад шість кандидатських та дві докторських дисертацій.
За високі наукові, професійні здобутки, відповідальне виконання посадових обов'язків і поширення педагогічних знань серед учительської громадськості міста й області І. В. Малафіїк був відзначений багатьма нагородами і знаком «Відмінник освіти», грамотою МОН України, дипломом "За перемогу в обласному конкурсі в номінації «Наукова плеяда» (2008 р.), почесними грамотами ректорату РДГУ. Він — почесний громадянин м. Рівного, був учасником парламентських слухань про освіту у Верховній Раді (2010 р.), відзначений грошовою премією голови Рівненської ОДА. Колектив кафедри загальної і соціальної педагогіки та акмеології рекомендував кандидатуру професора, доктора педагогічних наук І. В. Малафіїка (2010 р.) до присвоєння звання «Заслужений працівник освіти».
Основні дати життя і діяльності Івана Васильовича Малафіїка
10.10. 1940 р. Народився у селі Невір Любешівського району Волинської області.
1958 р. Закінчив Великоглушанську середню школу.
1958—1959 рр. Вчитель фізичного виховання та ручної праці Невірської семирічної школи.
1959—1964 рр. Вступив на фізико-математичний факультет Луцького педагогічного інституту ім. Лесі Українки.
1964—1965 рр. Служба в Радянській армії (у Центрі управління космічними польотами).
1965—1968 рр. Вчитель фізики і астрономії Любешівської середньої школи Любешівського району Волинської області.
1968—1978 рр. Заступник директора цієї школи з навчально-виховної роботи.
1978—1984 рр. Директор Любешівської середньої школи.
1985 р. Захистив кандидатську дисертацію на тему: «Підвищення ефективності шкільного експерименту з механіки у восьмому класі (системний підхід)»
З грудня 1986 р. Старший викладач кафедри педагогіки і психології Рівненського державного педагогічного інституту (нині Рівненський державний гуманітарний університет).
З серпня 1987 р. Завідувач кафедри педагогіки і психології Рівненського державного педагогічного інституту (нині кафедри загальної і соціальної педагогіки та акмеології Рівненського державного гуманітарного університету).
1991 р. Отримав звання доцента.
З 2000 р. Член-кореспондент Міжнародної академії педагогічних і соціальних наук.
2001 р. Нагороджений Почесною грамотою Міністерства освіти і науки України.
2007 р. Захистив докторську дисертацію на тему: «Теорія та методика формування системності знань старшокласників»
2007 р. Присуджено науковий ступінь доктора педагогічних наук.
2007 р. Отримав звання професора.
27.09.2007 р. Нагороджений знаком «Відмінник освіти України»
2008 р. Отримав диплом за перемогу в обласному конкурсі в номінації «Наукова плеяда».
2009 р. Обраний академіком Української Академії Акмеологічних Наук.
З 2009 р. Голова спеціалізованої вченої ради К47.053.01 у Рівненському державному гуманітарному університеті.
2009 р. Призначено премію голови Обласної державної адміністрації та голови Обласної Ради.
2010 р. Учасник парламентських слухань про освіту у Верховній Раді.
2010 р. Отримав звання «Заслужений працівник освіти України».
Навчальні посібники, монографії, науково-методичні праці
1993
1. Мова вчителя нехай цвіте народною мудрістю: зб. прислів'їв та приказок укр. народу про навч. і вихов. /Н. Б. Мітюров, І. В. Малафіїк, Б. П. Бричок. — Рівне, 1993. –23 с.
1997
2. Урок в сучасній школі: питання теорії і практики: кн. для вчителя / І. В. Малафіїк; Рівн. ін-т підвищ. кваліфікації пед. кадрів. — Рівне, 1997. — 175 с.
3. Фізика. Частина 1. Основні поняття механіки: експерим. навч. посіб. для 9-го класу / І. В. Малафіїк. — Рівне: Рівн. держ. пед. ін-т, 1997. — 60 с.
4. Фізика. Частина 2. Механічні явища: експерим.навч. посіб. для 9-го класу / І. В. Малафіїк. — Рівне: Рівн. держ. пед. ін-т, 1997. — 197 с.
1998
5. Фізика: 9 кл.: експерим. навч. посіб. для серед. загальноосвіт. шк., гімназії та кл. негуманіт. профілю / І. В. Малафіїк. — 2-е вид., випр. і допов. — Рівне, 1998. — 347 с.
2003
6. Дидактика: навч. посіб. для студ. вищ. навч. закл. / І. В. Малафіїк. — Рівне: РДГУ, 2003. — 470 с. (з грифом М-во освіти і науки України).
2004
7. Дидактика: навч. посіб. для студ. пед. спец. і вчителів / І. В. Малафіїк. — К.: Кондор, 2004. — 398 с. (з грифом М-во освіти і науки України).
8. Системний підхід у теорії і практиці навчання: моногр. / І. В. Малафіїк; М-во освіти і науки України, РДГУ. — Рівне: РДГУ, 2004. — 439 с. — Бібліогр.: с. 428—439.
2005
9. Дидактика: навч. посіб. для студ. вищ. навч. закл. / І. В. Малафіїк. — К.: Кондор, 2005. — 395 с. (з грифом М-во освіти і науки України).
2007
10. Народ скаже, як зав'яже: збірка прислів'їв, поговірок народу про навчання і виховання / І. В. Малафіїк, Б. Н. Мітюров, Б. П. Бричок. — Рівне: Волинські обереги, 2007. — 48 с.
11. Системність знань як їх якість: моногр. / І. В. Малафіїк. — Рівне: РДГУ, 2007. — 385 с.
12. Теорія та методика формування системності знань старшокласників: автореф. дис…. д-ра пед. наук: спец. 13.00.09 «Теорія навчання» / І. В. Малафіїк. — К., 2007.
2008
13. Системність — якість знань: [моногр.] / І. В. Малафіїк; М-во освіти і науки України, РДГУ. — Рівне: [РДГУ], 2008. — 383 с.
2009
14. Дидактика: навч. посіб. для студ. вищ. навч. закл. / І. В. Малафіїк. — К.: Кондор, 2009. — 395 с.
15. Дидактика [Електронний ресурс] / І. В. Малафіїк. — К.: Кондор. — 1 електрон. опт. диск (CDROM). — (Електронні книги на CD).
Програми
2002
16. Програма державного екзамену з педагогіки для педагогічних спеціальностей / М-во освіти і науки України: РДГУ; уклад. І. В. Малафіїк. — Рівне, 2002. — 22 с.
2007
17. Навчальна програма з педагогіки вищої школи / І. В. Малафіїк. — Рівне: РДГУ, 2007. — 18 с.
18. Навчально-методичний комплекс з курсу «Педагогіка» для кредитно-модульної системи організації навчання / І. В. Малафіїк. — Рівне: РДГУ, 2007. — 36 с.
19. Педагогіка: прогр. держ. екзамену з педагогіки для пед. спец. / Л. П. Петрук, І. В. Малафіїк. — Рівне: РДГУ, 2007. — 34 с.
20. Програма державного екзамену з педагогіки для педагогічних спеціальностей / І. В. Малафіїк. — Рівне: РДГУ, 2007. — 12 с.
Наукові статті, рецензії, тези доповідей
1973
21. Демонстраційний експеримент при вивченні кінематики / І. В. Малафіїк // Викладання фізики за новими програмами: зб. ст. / під. ред. О. І. Бугайова. — К.: Рад. шк., 1973. — С. 104—115.
22. Экспериментальное изучение основных вопросов кинематики / И. В. Малафеик // Физический эксперимент в школе: пособ. для учителей / сост. Т. Ф. Раева, 1973. — Вып. 4. — С. 20–29.
1975
23. Системный подход в разработке школьного эксперимента / И. В. Малафеик // Тезисы Всесоюзной конференции по проблеме повышения эффективности учебно- воспитательного процесса
по физике в средней школе. — М.: Просвещение, 1975.
1978
24. Електричні вимірювання швидкості і прискорення при прямолінійному русі / І. В. Малафіїк // Викладання фізики в школі: зб. ст. / під ред. Є. В. Коршака. — К.: Рад. шк., 1978.
1979
25. Фронтальний лабораторний експеримент при вивченні кінематики у восьмому класі / І. В. Малафіїк // Викладання фізики в школі: зб. ст. / під ред. Є. В. Коршака. — К.: Рад. шк., 1979. — С. 115—119. 1980
26. Застосування системного підходу до визначення шкільного фізичного експерименту / І. В. Малафіїк, Г. В. Самсонова // Рад. шк. — 1980. — № 4. — С. 67–73. 1981
27. Рецензия на книгу: методика обучения физике в школах СССР и ГДР / под ред. В. Г. Зубова, В. Г. Разумовского, М. Вюншмана, К. Либерса. — М., Берлин: Просвещение — Фольк унд Виссен, 1978. — 223 с. /
И. Малафеик, А. Самсонова // Сов. педагогика. — 1981. — № 1. –С. 142—143.
1987
28. Про формування в учнів науково-матеріалістичних переконань / І. В. Малафіїк // Форми і методи використання засобів масової інформації в ідейно-політичному вихованні:
тези Всесоюз. наук.-практ. конф.. — Рівне: РДПІ, 1987.
1988
29. А. С. Макаренко про програму людської особистості / І. В. Малафіїк // А. С. Макаренко — видатний педагог-новатор: тези доп. міжвуз. наук.-практ. конф.. — Рівне: РДПІ, 1988.
30. От интереса к глубоким знаниям / И. В. Малафеик, В. И. Тыщук, Д. М. Демченко // В. А. Сухомлинский — выдающийся педагог-новатор: тез. обл. межвуз. науч.-практ. конф.. — Ровно, 1988. — С. 10–11.
31. Сухомлинский об умственном воспитании / И. В. Малафеик // В. А. Сухомлинский — выдающийся педагог-новатор: тез. обл. межвуз. науч.-практ. конф.. — Ровно, 1988. –С. 21–22.
32. Формування учнівського колективу в процесі навчальної роботи учнів / І. В. Малафіїк // А. С. Макаренко — видатний педагог-новатор: тези доп. міжвуз. наук.-практ. конф.. — Рівне: РДПІ, 1988.
1989
33. Воспитание на идеях мира во время учебной работы на уроке / И. В. Малафеик // Воспитание учащейся молодёжи на идеях мира: тез. докл. межвуз. науч.-практ. конф. (Ровно, 15–17 мая 1989 г.) /
ред. кол.: С. А. Демьянчук, Б. Н. Митюров, И. В. Малафеик и др.. — Ровно, 1989. — С. 82–83.
34. Мета і завдання виховання учнів на ідеях миру / І. В. Малафіїк // Питання виховання учнів в дусі миру: тези міжвуз. наук.-практ. конф.. — Рівне: РДПІ, 1989.
35. Не втратити ЗУНів / І. В. Малафіїк, Б. Н. Мітюров // Рад. освіта. — 1989. — № 9 (31 січ.).
36. Прибор для изучения взаимодействия двух тел. / И. В. Малафеик // Физика в школе. — 1989. — № 4.
37. Развитие идей Н. К. Крупской об политехническом образовании / И. В. Малафеик // Н. К. Крупская о коммунистическом воспитании молодёжи: тез. докл. межвуз. науч.-практ. конф. (Ровно, 27–28 февр.1989 г.). — Ровно, 1989. — С. 155.
38. Формування переконань у системі ідейно-політичного виховання школярів / І. В. Малафіїк // Форми і методи ідейно-політичного виховання молоді: тези міжвуз. наук.-практ. конф.. — Рівне: РДПІ, 1989. — С. 74–75.
39. Яка педагогіка нам потрібна / І. В. Малафіїк // Пед. рада. — 1989. — № 2 (2 жовт.).
1990
40. До питання про гуманізацію навчального процесу в школі (на прикладах з фізики) / І. В. Малафіїк, М. В. Остапчук // Історичні аспекти розвитку освіти на Україні і становлення творчої особистості учителя: тези доп. наук.-
практ. конф., присвяч. 80–річчю проф., д-ра пед. наук Б. Н. Мітюрова (Ровно, 29–30 трав. 1990 р.) / ред. кол.: І. В. Малафіїк, Б. Н. Мітюров, В. І. Тищук. — Ровно: РДПІ, 1990. — С. 143—144.
41. До питання про розвиток теорії педагогіки миру / І. В. Малафіїк // Формування і становлення творчої особистості вчителя: матер. міжрегіон. наук.-практ. конф.. — Рівне: РДПІ, 1990.
42. Ідея розвитку у викладанні педагогіки в педагогічному вузі / І. В. Малафіїк // Формування і становлення творчої особистості вчителя: матер. міжрегіон. наук.-практ. конф.. — Рівне: РДПІ, 1990.
43. Лабораторный прибор по механике / И. В. Малафеик // Физика в школе. — 1990. — № 4.
44. Науково-педагогічна діяльність, життєвий і творчий шлях Бориса Никифоровича Мітюрова / І. В. Малафіїк, Б. С. Колупаєв // Історичні аспекти розвитку освіти на Україні і становлення творчої особистості учителя:
тези доп. наук.-практ. конф., присвяч. 80–річчю проф., д-ра пед. наук Б. Н. Мітюрова (Ровно, 29–30 трав. 1990 р.) / ред.кол.: І. В. Малафіїк, Б. Н. Мітюров, В. І. Тищук. — Ровно: РДПІ, 1990. — С. 2–4.
45. Про підсумки роботи науково-практичної конференції / І. В. Малафіїк // Історичні аспекти розвитку освіти на Україні і становлення творчої особистості учителя: тези доп. наук.-практ. конф., присвяч. 80–річчю проф., д-ра
пед. наук Б. Н. Мітюрова (Ровно, 29–30 трав. 1990 р.) / ред.кол.: І. В. Малафіїк, Б. Н. Мітюров, В. І. Тищук. — Ровно: РДПІ, 1990. — С. 4.
46. Про розвиток педагогічного мислення майбутніх учителів / І. В. Малафіїк, Г. В. Самсонова // Формування і становлення сучасного учителя: тези доп. наук.- метод. конф.. — Ровно, 1990. — Ч.2. — С. 10–11.
47. Систематизація знань учнів з механіки / І. В. Малафіїк // Учителі — методисти радять і пропонують / за ред.: О. І. Бугайова. — К., 1990. — С. 67–85. 1991
48. Идея развития в преподавании педагогики в педагогическом вузе / И. В. Малафеик // Формирование и становление творческой личности учителя: сб. тез. по матер. науч.-практ. конф., посвящ. 80–летию д-ра пед. наук, проф.
Б. Н. Митюрова / ред. кол.: Б. Н. Митюров, И. В. Малафеик, В. И. Тыщук. — Ровно: Ровен. педин-т, 1991. — С. 57.
49. Про реабілітацію системності в педагогіці / І. В. Малафіїк // Використання спадщини повернутих і забутих діячів науки та культури в навчальному процесі педагогічного вузу та школи: тези респ. міжвуз. наук.-практ. конф., 29–31
трав. 1991 р., м. Рівне. — Рівне: Рівн. педін-т, 1991. — Ч. 3. — С. 34–35.
1992
50. До питання про розвиток теорії педагогіки миру / І. В. Малафіїк // Виховання учнівської молоді в дусі миру і взаєморозуміння: матер. міжрегіон. наук.-практ. конф., 15–17 груд. 1992 р., м. Рівне / ред.кол.: С. Я. Дем'янчук,
В. І. Тищук, І. В. Малафіїк та ін.. — Рівне: Рівн. педін-т, 1992. — С. 30–31.
51. Концепція школи і розвитку освіти: [дискусійна трибуна] / І. Кирилецький, І. Малафіїк // Пед. рада. — 1992. — № 1 — 2 (лют.). — С. 2–3.
52. К проблеме формирования системы знания у учащихся средней школы: рубежи достигнутого и новые подходы / И. В. Малафеик // Современные проблемы историко-педагогических исследований:
сб. докл.. — М., 1992. — С. 183—185.
53. Тимчасовий студентський педагогічний колектив школи / І. В. Малафіїк, Д. Я. Костюкевич // Освіта і незалежна Україна: тези доп. наук. конф.. — Ровно: РДПІ, 1992. — С. 137—139.
1993
54. Задачі астрофізичного змісту при вивченні фізики в середній школі / І. В. Малафіїк, М. В. Остапчук // Шляхи удосконалення викладання фізики в середній школі: тези доп. республ. конф.. — Луцьк, 1993.
55. Лабораторний прилад з механіки / І. В. Малафіїк, І. І. Малафіїк // Розвиток технічної і прикладної творчості молоді та фізико-технічного експерименту: тези доп. і повідомл. наук.-практ. конф., 3–4 бер. 1993 р.. — Рівне: РДПІ,
РОІУВ, 1993. — Ч. 2. — С. 137—140.
56. Про формування системи знань в учнів загальноосвітньої школи / І. В. Малафіїк // В. О. Сухомлинський — видатний український педагог: матер. Міжнар. наук.-практ. конф.. — Рівне: РДПІ, 1993. — С. 39–40.
1994
57. Деякі психолого-педагогічні аспекти структури курсу природознавства в середній школі / І. В. Малафіїк // Інтеграція елементів змісту основи: матер. Всеукр. наук.- практ. конф.. — Полтава: Ін-т післядипл. освіти пед.
працівників, 1994. — С. 154—156.
58. Стратегія диференційованого навчання / І. В. Малафіїк // Нова пед. думка. — 1994. — № 1. — . 5–9.
59. Шляхи удосконалення дидактичної підготовки майбутніх учителів / І. В. Малафіїк // Історія і сучасність педагогічної освіти в Україні: матер. міжвуз. наук.-практ. конф.. — Глухів, 1994. — Ч. 1. — С. 89–90.
1995
60. Гуманізація розумової діяльності школярів / І. Малафіїк, Ю. Калюжний // Педагогіка миру в навчально-виховному процесі школи і вузу: матер. міжвуз. наук.-практ. конф., присвяч. 70-річчю проф., д-ра пед. наук, акад.
С. Я. Дем'янчука (29–30 груд. 1995 р., м. Рівне) / Акад. пед. наук України, РДПІ; РЕГІ; упоряд. І. В. Малафіїк. — Рівне, 1995. — С. 59–60.
61. Деякі аспекти нового підходу до змісту і організації перепідготовки керівників загальноосвітніх шкіл / М. Л. Кривко, І. В. Малафіїк // Актуальні проблеми вищої педагогічної і загальноосвітньої школи: зб. матер. міжвуз. наук.-практ. конф. / упоряд. І. Малафіїк. — Рівне, 1995. — С. 18–20.
62. Дидактична підготовка вчителя і студента / І. В. Малафіїк // Актуальні проблеми вищої педагогічної і загальноосвітньої школи: зб. матер. міжвуз. наук.-практ. конф. / упоряд. І. Малафіїк. — Рівне, 1995. — С. 32–33.
63. Порівняльні аспекти народної і наукової педагогіки / І. В. Малафіїк // Традиції виховання у світовій народній педагогіці: матер. Міжнар. наук.-практ. конф., 6–8 черв. 1995 р., м. Рівне / за ред. П. Р. Ігнатенка; член ред.кол.
І. В. Малафіїк. — Рівне, 1995. — Ч.1. — С. 74–75.
64. Формування системності знань школярів на основі їх багатомірної впорядкованості / І. В. Малафіїк // Актуальні проблеми впровадження нових педагогічних технологій та інновацій в навчальний процес сучасної школи :
матер. доп. і повідом. міжвуз. наук.-практ. конф., 30–31 жовт. 1995 р., м. Рівне. — Рівне: РДПІ, 1995.
1996
65. Біля джерел математичних і природничих знань / Б. Н. Митюров, І. В. Малафіїк // Оновлення змісту, форм та методів навчання фізико-математичних, природничих і технічних дисциплін. — Рівне: РДПІ, 1996. — Вип.1. — С. 5–17.
66. Гуманістичні взаємодії студента і викладача / І. Малафіїк // Проблеми реалізації духовно-творчого потенціалу молоді: пошуки, перспективи: матер. Всеукр. наук.-практ. конф.. — Рівне: РДГУ, 1996.
67. Діяльнісний підхід в організації системно-розвиваючого навчання / І. Малафіїк // Діяльнісний підхід у навчально-пошуковому процесі з фізики і математики: матер. доп. і повідом. Всеукр. наук.-практ. конф., 16–17 трав. 1996 р.,
м. Рівне. — Рівне: РДПІ, 1996. — Ч. 2. — С. 63–64.
68. Системно-розвиваюче навчання / І. В. Малафіїк//Роль інноваційних процесів у розвитку школи: матер. Всеукр. наук.-практ. конф., 26–28 берез. 1996 р.. — Харків, 1996. — С. 142—144.
69. Системно-розвиваюче навчання / І. В. Малафіїк// Оновлення змісту, форм та методів навчання фізико-математичних, природничих і технічних дисциплін. — Рівне: РДПІ, 1996. — Вип. 1. — С. 25–36.
1997
70. Шкільний курс механіки в умовах розвиваючого навчання / І. В. Малафіїк // Оновлення змісту, форм та методів навчання фізики. — Рівне: РДПІ, 1997. — Вип. 2. — С. 166—174.
1998
71. Гуманістична основа системно-розвиваючого навчання / І. В. Малафіїк // Міжнародний семінар з гуманістичної психології і педагогіки. — Київ-Рівне: Ліста, 1998. — С. 84–85.
72. Деякі аспекти організації навчального процесу з використанням системно-блочної структури уроків / І. В. Малафіїк // Взаємозв'язок психолого-педагогічної науки і шкільної практики як фактор вдосконалення педагогічної
діяльності: матер. Міжнар. наук.-практ. конф., 23–24 квіт. 1998 р., м. Рівне — Рівне: РІПКПК, 1998.–С. 94–96.
73. Про серце віддане дітям: до 80-річчя від дня народж. В. О. Сухолинського / І. В. Малафіїк // Пед. рада. –1998. — № 3 (жовт.). — С. 1.
74. Педагогіка — це життя… / І. В. Малафіїк, С. П. Максимюк, С. С. Пальчевський // Пед. рада. — 1998. — № 5 (груд.). — С. 4.
75. Теоретичні і методичні аспекти системно-розвивального навчання в середній школі / І. В. Малафіїк //Дидактична система К. Д. Ушинського в сучасній загальноосвітній школі: наук. зап. РДПІ. — Рівне: РДПІ, 1998. –Вип. IV. — С. 116—122.
76. Чому і як вчити ? : програми з дидактики пропонують рівненці / І. В. Малафіїк // Освіта. — 1998. — С. 17–24 черв. (№ 42–43).
1999
77. До проблеми навчання учнів системної декомпозиції предметних знань / І. В. Малафіїк // Оновлення змісту, форм та методів навчання і виховання в закладах освіти. — Рівне: РДГУ, 1999. — Вип. 8. — С. 21–24.
78. Системність знань з механіки та роль експерименту у її формуванні / І. В. Малафіїк // Теорія та методика вивчення природничо-математичних і технічних дисциплін. — Рівне: РДГУ, 1999. — Вип. 1. — С. 153—158.
79. Системно-розвиваюче навчання: суть, проблеми / І. В. Малафіїк, М. В. Остапчук // Удосконалення навчально-виховного процесу: тези наук.-практ. конф. — Камянець-Поділ., 1999. — С. 9–13.
80. Суть, проблеми і досвід системно-розвиваючого навчання / І. Малафіїк // Нова пед. думка. — 1999. — № 2. — С. 40–45.
81. Шкільний підручник у формуванні системності знань / І. Малафіїк // Проблеми сучасного підручника: зб. пр. наук.-практ. конф.. — К., 1999. — С. 29–31.
2000
82. Взаємозв'язок розумової і практичної діяльності учнів при вивченні фізики / І. В. Малафіїк, М. В. Остапчук // Проблеми методики викладання фізики на сучасному етапі: матер. Всеукр. наук.-практ. конф.. –Кіровоград: КДПУ, 2000. — С. 72–74.
83. До проблеми формування системності гуманітарних знань / І. В. Малафіїк, А. В. Опанасик // Оновлення змісту, форм та методів навчання і виховання в закладах освіти. — Рівне: РДГУ, 2000. — Вип. 12, Ч. 2. — С. 113—116.
84. Метод системно–змістової декомпозиції / І. Малафіїк // Теорія та методика вивчення природничо-математичних і технічних дисциплін: зб наук.-метод. пр. РДГУ. — Рівне: РДГУ, 2000. — Вип. 2. — С. 116—119.
85. Побудова моделі функціональної структури морфологічних компонентів системи знань школярів / І. В. Малафіїк // Оновлення змісту, форм та методів навчання і виховання в закладах освіти. — Рівне: РДГУ, 2000. — Вип. 11. — С. 110—114.
86. Програма експериментального курсу фізики в 9 класі / І. В. Малафіїк // Теорія та методика вивчення природничо-математичних і технічних дисциплін: наук. зап. РДГУ. — Рівне: РДГУ, 2000. — Вип. 2. — С. 116—119.
87. Теоретичні і методичні аспекти системно-розвиваючого навчання та його виховний потенціал / І. В. Малафіїк // Оновлення змісту, форм та методів навчання і виховання в закладах освіти. — Рівне: РДГУ, 2000. — Вип. 9. — С. 124—128.
88. Щоб оцінити знання, потрібно знати, що оцінювати: [перехід до 12-бальної оцінки знань учнів] / І. Малафіїк // Освіта. — 2000. — 4–11 жовт. (№ 44). — С. 1, 4.
2002
89. Важливі аспекти діяльності з узагальнення та систематизації знань / І. В. Малафіїк // Теорія та методика вивчення природничо-математичних і технічних дисциплін: наук. зап. РДГУ. — Рівне: РДГУ, 2002. — Вип. 4. — С. 210—215.
90. Деякі аспекти розвитку творчої уяви дітей шкільного віку за допомогою комп'ютерних засобів / І. В. Малафіїк // Психолого-педагогічні основи гуманізації навчально-виховного процесу в школі та вузі. — Рівне:
Волинські обереги, 2002. — Вип.3. — С. 56–59.
91. Дослідження морфологічної структури процесу формування системи знань у школярів / І. В. Малафіїк // Психолого-педагогічні основи гуманізації навчально-виховного процесу в школі та вузі. — Рівне: Волинські обереги, 2002. –
Вип. 3. — С. 52–56.
92. Окремі шляхи реалізації продуктивного навчання у системі підготовки майбутнього спеціаліста / І. В. Малафіїк, А. В. Опанасик // Оновлення змісту, форм та методів навчання і виховання в закладах освіти. — Рівне: РДГУ,
2002. — Вип. 23. — С. 51–54.
93. Про організаційно-педагогічні заходи з розвитку уяви та образного мислення у школярів на комп'ютерній основі / О. І. Малафіїк // Оновлення змісту, форм та методів навчання і виховання в закладах освіти. — Рівне: РДГУ,
2002. — Вип. 23. — С. 60–61.
94. Системний підхід у дидактиці / І. В. Малафіїк // Оновлення змісту, форм та методів навчання і виховання в закладах освіти. — Рівне: РДГУ, 2002. — Вип. 23. — С. 4–9.
2003
95. Вивчення динаміки розвитку когнітивної структури «система» / І. В. Малафіїк // Наукові записки. Сер. «Психологія і педагогіка»: зб. наук. пр. / Нац. ун-т «Острозька акад.». — Острог, 2003. — Вип. 4. — С. 132—141.
96. Дослідження функціонально-морфологічної структури системи знань / І. В. Малафіїк // Творча особистість учителя: проблеми теорії і практики: зб. наук. пр. / редкол. : Н. В. Гузій (відп. ред.) та ін.. — К. : НПУ, 2003. — Вип. 10. — С. 59–68.
97. Система знань як результат суб'єкт-об'єктної взаємодії / І. В. Малафіїк // Оновлення змісту, форм та методів навчання і виховання в закладах освіти. — Рівне: РДГУ, 2003. — Вип. 27. — С. 6–12.
98. Трансформація стратегій навчання як елемент шкільного підручника / І. В. Малафіїк // Теорія та методика вивчення природничо-математичних і технічних дисциплін. — Рівне: РДГУ, 2003. — Вип. 6. — С. 101—105.
2004
99. Оцінювання знань абітурієнтів на вступнихіспитах до РДГУ в 2004 році / І. В. Малафіїк // Методичний посібник на допомогу викладачам університету при оцінюванні знань абітурієнтів за 12-бальною шкалою. — Рівне: РДГУ, 2004.
100. Трансформація стратегій навчання у змістовій структурі підручника / І. Малафіїк // Проблеми сучасного підручника: зб. пр. наук.-практ. конф.. — К., 2004. — С. 30–35.
2005
101. Алгоритми творчого уроку / І. В. Малафіїк // Творчий потенціал: ідеї, технології, досвід (у контексті розвитку потреби до творчої самореалізації школяра): матер. наук.-практ. конф., 26–27 трав. 2005 р., м. Рівне. — Рівне, 2005.
102. Дослідження навчально-пізнавальних аспектів психічного новоутворення учнів старших класів / І. В. Малафіїк // Оновлення змісту, форм та методів навчання і виховання в закладах освіти. — Рівне: РДГУ, 2005. — Вип. 30. — С. 82–88.
103. Процес навчання крізь призму синергетики / І. В. Малафіїк // Нова пед. думка. — 2005. — № 2. — С. 8–12.
104. Формувати системний стиль мислення школярів / І. Малафіїк // Нова пед. думка. — 2005. — № 4. –С. 8–11.
2006
105. Дидактичний принцип системності класів / І. В. Малафіїк // Оновлення змісту, форм та методів навчання і виховання в закладах освіти: зб. наук. пр.: наук. зап. РДГУ. –Рівне: РДГУ, 2006. — Вип. 33. — С. 132—135.
106. Методичні і технологічні аспекти формування системності фізичних знань / І. В. Малафіїк // Теорія та методика вивчення природничо-математичних і технічних дисциплін: зб. наук.-метод. пр. РДГУ. — Рівне: РДГУ, 2006. — Вип. 9. — С. 176—183.
107. Системність мислення як визначальна умова особистісно-орієнтованої освіти / І. В. Малафіїк // Психолого-педагогічні основи гуманізації навчально-виховного процесу в школі та вузі: зб. наук. пр.. — Рівне: Волинські обереги, 2006. — С. 63–69.
108. Системний підхід до шкільного підручника фізики / І. В. Малафіїк // Проблеми дидактики фізики та шкільного підручника фізики в світлі сучасної освітньої парадигми: зб. наук. пр. Кам'янець-Поділ. держ. ун-ту.; сер. педагогічна. — Кам'янець- Поділ., 2006. — Вип. 12. — С. 49–53.
109. Системний характер формування понять у школярів / І. В. Малафіїк // Наукові записки Ніжинського державного університету. — Ніжин, 2006. — С. 37–45.
2007
110. Дидактичний аспект модульності в навчанні / І. В. Малафіїк // Педагогіка вищої школи: матодологія, теорія, технології. — 2007. — Т. 3. — С. 178—182.
111. Інформаційний аспект системи знань / І. Малафіїк // Нова пед. думка. — 2007. — № 4. — С. 104—109.
112. Особистість як соціальна якість людського індивіда / І. В. Малафіїк // Формування духовної культури особистості: зб. наук. пр.. — 2007. — Вип. 5.
113. Рівнева 12-бальна шкала оцінювання навчальних досягнень учнів: теоретичні засади і практика / І. Малафіїк // Моніторинг якості освіти: зб. наук. пр.. — 2007. — Вип. 5.
114. Рівні сформованості системного досвіду учнів як прояв принципу системної диференціації у навчанні / І. В. Малафіїк // Психолого-педагогічні умови гуманізації навчально-виховного процесу: зб. наук. пр.. — Рівне: Волинські
обереги, 2007. — Вип. VI. — С. 65–70.
115. Складне знання: становлення і розвиток ідеї / І. В. Малафіїк // Теорія та методика вивчення природничо- математичних і технічних дисциплін. — Рівне: РДГУ, 2007. — Вип. 10. — С. 157—161.
116. Що означає «Засвоїти знання»? / І. В. Малафіїк // Нова пед. думка. — 2007. — № 5.
2008
117. Антон Семенович Макаренко і педагогічне мислення / І. В. Малафіїк // Оновлення змісту, форм та методів навчання і виховання в закладах освіти: зб. наук. пр.: наук. зап. РДГУ / РДГУ; [редкол.: С. С. Пальчевський, М. С. Янцур,
І. Д. Бех та ін.]. — Рівне: [РДГУ], 2008. — Вип. 40. — С. 7–9.
118. Застосування системного підходу у вивченні педагогічного мислення / І. В. Малафіїк // Педагогічне мислення в контексті теоретико-методичної спадщини А. С. Макаренка і сучасної педагогіки: зб. тез. — Рівне: РДГУ, 2008. — С. 58–63.
119. Особистість як соціальна якість людського індивіда / І. В. Малафіїк // Актуальні питання культурології: альм. наук. т-ва «Афіна» каф. культурології: матер. ІІІ Всеукр. наук.-практ. конф., 15–16 лист. 2007 р. — Рівне: [РДГУ], 2008. –
[Вип. 6]. Т. 1 : Стан і перспективи розвитку духовної культури особистості в умовах розготання глобалізаційних процесів. — С. 117—119.
120. Розвиток знання — провідна ідея сучасної дидактики / І. В. Малафіїк // Оновлення змісту, форм та методів навчання і виховання в закладах освіти: зб. наук. пр.: наук. зап. РДГУ / РДГУ ; [ред. кол.: С. С. Пальчевський,
М. С. Янцур, І. Д. Бех та ін.]. — Рівне: [РДГУ], 2008. — Вип. 40. — С. 29–39.
2010
121. Рівневий характер завдань навчального тесту — необхідна умова його валідності та об'єктивності / І. Малафіїк // Освітні вимірювання в інформаційному суспільстві: матер. міжнар. наук.-практ. конф.. — К. : НПУ, 2010. — С. 46–47.
122. Сторіччя академіка Мітюрова / І. Малафіїк, В. Довгий // Вільне слово. — 2010. — 1 черв. (№ 40).

## Публікації про Івана Малафіїка
- Руслана Куявович. На крилах долі. Газ. «Нове життя», 16 жовтня 2010 р., с. 7.
- Сербін Г. Єдність розуму і серця: нове видання про урок в сучасній школі: [про книгу І. В. Малафіїка] / Г. Сербін // Вільне слово. — 1997. — 23 лип. (№ 56)
- Петрук Л. П. «Сивим кленом йде моя доля»: (професору І. В. Малафіїку з нагоди ювілею присвячується) / Л. П. Петрук, О. В. Оксенюк, М. І. Тадєєва // Вільне слово. –2010. — 7 жовт. (№ 75)

| Володимир Вернадський | Це незавершена стаття про українського науковця. Ви можете допомогти проєкту, виправивши або дописавши її. |